# キーロック
キーロック（Key Lock）は、プロレスにおけるもっとも古典的な関節技、格闘技のバイセップスライサーの一種である。柔道においては腕挫膝固に包含される。別名鍵穴固め（かぎあながため）、ショートアームシザース（Short Arm Scissors）。

## 概要
グラウンド状態で相手の片方の腕を「く」の字にして二の腕と手首のあたりを片脚ではさみ、曲がった腕の間に自分の腕を通して固めて両脚を4の字に組み、自分のいる方向に体重をかけて引っ張ることで上腕二頭筋を潰し肘関節を極める。腕挫十字固を狙った時に相手に腕をロックして防御された場合の返し技としても使用される。バイセップスライサーの一種なのでブラジリアン柔術の国際ブラジリアン柔術連盟ではジュブナイル (U18) 以下や紫帯青帯白帯で、国際柔術連盟ではU16以下では反則である。

## 主な使用者
藤波辰爾
渕正信
武藤敬司
ボブ・バックランドの対戦相手

## その他
- 長時間掛け続けることによって肘関節が極まるだけでなく、肘から先に血が回らなくなる。そのため、極められた方があまったもう片方の手で極められた手をはたいて感覚を取り戻そうとする場面がよく見られる。
- この技を掛けられた状態で相手を持ち上げるのはプロレスラーの見せ場のひとつである。旗揚げ間もない新日本プロレスでカール・ゴッチがアントニオ猪木を持ち上げたシーンが有名。以降もボブ・バックランドやデイビーボーイ・スミスなどが見せた。
- 柔道においては抑込技崩袈裟固、後袈裟固に併用して抑え込む場合がある[2]。
- カーフスライサーのニーロックは同じ状態で上腕二頭筋ではなく脹脛をつぶす。